# Нежељене
Нежељене (хинд. न आना इस देस लाडो) индијска је телевизијска сапуница, снимана од 2009. до 2012.
У Србији је емитована током 2012. и 2013. на телевизији Пинк. Емитовање је прекинуто након 100-ак епизода. 2014. емитована је на каналу Пинк соуп, где је укинута након 250 епизода.

## Синопсис
У данашњој Индији има још много обичаја који су право друштвено зло. Један од њих је да се убија женско новорођенче, јер за њу нема места тамо где традиционално владају мушкарци. Тако су жене које нису родиле сина често малтретиране, па чак и отеране из куће, а мушкарци се поново жене све док не добију мушког наследника.
Ово је прича о младој Сији која је свесна ове друштвене неправде, па кад и сама дође у сличну ситуацију (удаје се за Рагава Сангвана, сина старешине села, заостале и сурове Амаји и очекује близнакиње) почиње борбу против заосталих сеоских обичаја како би спасила своју децу. Њеној борби се прикључује и муж Рагава, који је упркос мајчиним сплеткама и подметањима воли, као и друге Амајине снахе које такође трпе злостављање Амаји и њених синова, њихових мужева.
Ривалство између снаје и свекрве постаје све веће, па Амаји избацује Сију и Рагава из куће. Када дође време да се бира нова сеоска предводница, Амаји сматра да јој то место и даље припада, али Сија окупља око себе жене из села које је снажно подржавају и бирају на тај положај. У својој борби за освешћивање индијске жене и њен бољи положај у друштву Сија има велику подршку мужа, који је прави представник напредног и савременог индијског мушкарца. Сија отвара школу за жене у селу.
Међутим, Сија на порођају умире, а њене ћерке близнакиње Диа и Јанви бивају раздвојене, једну узима баба Амаји, а другу тетка Амба (ћерка Амаји коју она не воли). Сестре расту не знајући једна за другу, срећу се тек кад напуне 18 година у колеџу. Иако одрасле у различитим условима и социјалном миљеу, оне имају исте погледе на социјалне проблеме жене у индијском друштву и настављају мајчину борбу. Под утицајем нових прогресивних идеја који струје Индијом, постепено се мењају и погледи и поступци већ остареле Амаји.
Прича обилује ликовима чије компликоване и испреплетане судбине чине ову серију веома занимљивом, како са становишта саме приче, тако и због чињенице да пружају увид у пресек индијског друштва, традиционалног и савременог. Такође је значајна порука о важности борбе за правду, достојанствен живот и бољу будућност и како је драгоцен индивидуални допринос тој борби сваког појединца.

## Улоге
| Глумац                          | Улога            |
| ------------------------------- | ---------------- |
| Мегна Малик                     | Амаји            |
| Маишнави Данрај                 | Јанви            |
| Капил Нирмал                    | Сури             |
| Варун Капур                     | Шаури            |
| Симран Каур                     | Дија             |
| Санџеј Шарма                    | Кишанлал         |
| Вини Трипати                    | Викрам           |
| Јаш Дасгупта                    | Каран            |
| Нилам Багчандани/Ришина Кандари | Таниша           |
| Ананд Горадиа                   | Гајендер Сангван |
| Наташа Шарма                    | Сиа Синг         |